# استدلال مباشر
اگر استنتاج و اکتساب یک تصدیق یا یک قضیه، تنها با بیان یک قضیه یا یک تصدیق تحقق یابد، استدلال مباشر نامیده می شود.
استدلال مباشر به سه قسم تقسیم می شود:
1. تقابل
2. عکس
3. نقض

اما استدلال غیرمباشر نوعی از استدلال است که از ترکیب دو قضیه معلوم یا بیشتر بر مطلوب استدلال شود؛ چه به صورت برهان مستقیم وچه برهان خلف؛ و شامل استدلال قیاسی، تمثیلی، استقرائی و برهان خلف است.